# Droits LGBT en République centrafricaine

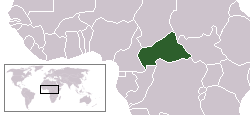
Localisation de la République centrafricaine.

Les personnes lesbiennes, gays, bisexuelles et transgenres (LGBT) en République centrafricaine peuvent faire face à des difficultés légales que ne connaissent pas les résidents non-LGBT.

## Législation sur l'homosexualité
L'homosexualité est légale depuis toujours en République centrafricaine. De plus, le pays a signé la déclaration sur l'Orientation sexuelle et identité de genre aux Nations unies en 2011, appelant à la protection des personnes LGBT.

## Reconnaissance légale des couples homosexuels
Il n'existe actuellement aucune reconnaissance légale (union civile ou mariage) des couples homosexuels en République centrafricaine.

## Adoption homoparentale
Les personnes célibataires et mariées sont éligibles à l'adoption d'enfants. Rien n'est indiqué quant à la possibilité ou impossibilité pour les LGBT d'adopter.

## Tableau récapitulatif
| Dépénalisation de l’homosexualité                                                   | Depuis toujours |
| Majorité sexuelle identique à celle des hétérosexuels                               | Depuis toujours |
| Interdiction des discours de haine contre les LGBT                                  | Non             |
| Interdiction de la discrimination liée à l'orientation sexuelle à l'embauche        | Non             |
| Interdiction de la discrimination liée à l'identité de genre dans tous les domaines | Non             |
| Mariage civil ou partenariat civil                                                  | Non             |
| Adoption conjointe dans les couples de personnes de même sexe                       | Non             |
| Adoption par les personnes homosexuelles célibataires                               | Non             |
| Droit pour les gays de servir dans l’armée                                          | Non             |
| Droit de changer légalement de genre (après stérilisation)                          | Non             |
| Gestation pour autrui pour les gays                                                 | Non             |
| Accès aux FIV pour les lesbiennes                                                   | Non             |
| Autorisation du don de sang pour les HSH                                            | Non             |